# Frederick D. Gregory
Frederick Drew Gregory (* 7. Januar 1941 in Washington, D.C.) ist ein ehemaliger US-amerikanischer Astronaut. Er war Anfang 2005 für kurze Zeit kommissarischer Administrator der NASA.

## Leben
Gregory erhielt 1964 einen Bachelor von der United States Air Force Academy und 1977 einen Master in Information Systems von der George Washington University.
1964 begann Gregory seine Ausbildung zum Hubschrauberpilot auf der Stead Air Force Base. Von  Juni 1966 bis Juli 1967 wurde er als Hubschrauberpilot für 550 Kampfeinsätze im Vietnamkrieg eingesetzt. Im Januar 1968 absolvierte er auf der Randolph Air Force Base eine Ausbildung auf dem Düsenflugzeug T-38. Nach einer Stationierung als F-4-Phantom-Kampfpilot in Arizona besuchte er ab September 1970 die U.S. Naval Test Pilot School. Nach seiner Ausbildung zum Testpiloten wurde er ab Juni 1971 auf der Wright-Patterson Air Force Base in Ohio bei Tests von Kampfflugzeugen und Hubschraubern eingesetzt.  Im Juni 1974 kam Gregory zum Langley Research Center der NASA, wo er ebenfalls als Testpilot arbeitete.

## Astronautentätigkeit
Gregory wurde im Januar 1978 von der NASA als Astronautenanwärter ausgewählt. Er wurde als Vertreter des Astronautenbüros am Kennedy Space Center bei Tests und für die Startunterstützung der ersten beiden Space-Shuttle-Missionen STS-1 und STS-2 eingesetzt. Er war leitender Verbindungssprecher (CAPCOM), Leiter der Abteilung Operational Safety im NASA-Hauptquartier in Washington, D.C., Leiter des Astronautentrainings und Mitglied des Orbiter Configuration Control Board sowie des Space Shuttle Program Control Board.
Von 1992 bis 2001 war Gregory Associate Administrator im Büro für Safety and Mission Assurance am NASA-Hauptquartier und von 2001 bis 2002 war er Associate Administrator für das Office of Space Flight. Am 12. August 2002 wurde er als stellvertretender NASA-Administrator vereidigt. In der Zeit vom Ausscheiden des NASA-Administrators Sean O’Keefe am 20. Februar 2005 bis zur Vereidigung von dessen Nachfolger Michael Griffin am 14. April 2005 übernahm Gregory kommissarisch das Amt des NASA-Administrators. Danach kehrte er auf die Position des stellvertretenden Administrators zurück, reichte aber am 9. September seinen Rücktritt ein. Am 29. November 2005 wurde er von Shana Dale abgelöst.

### STS-51-B
Am 29. April 1985 flog Gregory als Pilot der Raumfähre Challenger zum ersten Mal in den Weltraum. Die Nutzlast der Mission bestand aus dem Spacelab der Europäischen Weltraumorganisation (ESA). Mitgeführt wurden 15 Experimente, vor allem zur Untersuchung von Flüssigkeiten und Werkstoffen im schwerelosen Raum. Für biologische Untersuchungen waren zudem zwei Affen und 24 Nagetiere an Bord. 14 Experimente konnten erfolgreich durchgeführt werden. Außerdem wurde der Wissenschaftssatellit NUSAT ausgesetzt.

### STS-33
Gregorys zweiter Raumflug war als Kommandant der Discovery (STS-33). Der Start war am 22. November 1989. Während des Fluges wurde ein Satellit des US-Verteidigungsministeriums ausgesetzt. Nach 79 Orbits kehrte die Discovery am 27. November zur Edwards Air Force Base zurück.

### STS-44
Sein zweites Kommando übernahm Gregory bei der Mission STS-44 als Ersatz für David Walker, der aufgrund von Regelübertretungen aus der Mannschaft genommen worden war. Der Start mit der Raumfähre Atlantis fand am 24. November 1991  statt. Es war eine Mission für das Verteidigungsministerium. Die nicht geheime Nutzlast enthielt neben anderen militärischen Experimenten einen DSP-Satelliten und dessen Oberstufen-Triebwerk, um den Satelliten in eine höhere Umlaufbahn zu befördern.

## Privates
Frederick Gregory ist verheiratet und hat zwei Kinder.